# Sciophila zaitzevi
Sciophila zaitzevi är en tvåvingeart som beskrevs av Bechev 1988. Sciophila zaitzevi ingår i släktet Sciophila och familjen svampmyggor.
Artens utbredningsområde är Bulgarien. Inga underarter finns listade i Catalogue of Life.